# Obligation plurale en droit civil français
En droit français, une obligation plurale est une obligation qui comporte une pluralité d'objets ou de sujets.

## L'obligation à objets multiples
Lorsque l'obligation porte sur une pluralité d'objets, l'obligation peut être cumulative ou disjonctive (ou alternative).

### L'obligation cumulative
L'obligation est dite cumulative lorsque le débiteur doit cumulativement deux objets ou prestations au créancier pour une même obligation. L'extinction de l'obligation conjonctive nécessite les deux objets. Le terme conjonctif était utilisé avant la réforme du 10 février 2016.

### L'obligation disjonctive (ou alternative)
Une obligation est disjonctive (ou alternative) lorsque les deux objets doivent être exécutés l'un ou l'autre. L'extinction de cette obligation ne nécessite qu'un seul des objets, car les parties réputent équivalents les deux modes de prestation.
Le choix de l'objet est laissé au débiteur, mais celui-ci est contraint au paiement total de la prestation choisie. En effet, le créancier peut toujours refuser un paiement partiel. Si l'un des modes de paiement devient impossible, l'autre mode de paiement devient obligatoire.
Ainsi, dans un contrat de dépôt-vente, le dépositaire est tenu à une obligation alternative :
- soit rendre la chose déposée en nature ;
- soit rendre la chose en argent, que le prix soit perçu auprès d'un tiers, ou payé par lui-même.

### L'obligation facultative
L'obligation facultative est l'obligation qui se rapproche, en quelque sorte, de l'obligation alternative. Cependant, il existe bien une distinction entre ces deux obligations. quand on parle d'obligation facultative, on suppose que le débiteur a une obligation plus importante que l'autre qu'il doit au créancier. Alors que pour une obligation alternative, comme dit ci-dessus, les obligations que le débiteur doit au créancier ont la même valeur. 
Cette obligation facultative est consacrée, depuis l'ordonnance de 2016 à l'article 1308 du Code civil. Cet article est très favorable au débiteur. En effet, si l'obligation principale du débiteur est impossible à réaliser alors le débiteur est libéré, sauf si celui-ci l'a rendue impossible à réaliser en commettant une faute.

## L'obligation à sujets multiples
Une obligation à sujets multiples concerne plusieurs créanciers (appelés cocréanciers) ou plusieurs débiteurs (codébiteurs) à la fois. L'obligation peut alors être :
- conjointe, c’est-à-dire que la dette se divise en portions entre les parties prenantes ;
- solidaire, c’est-à-dire que chaque partie prenante doit ou peut en exiger la totalité ;
- indivisible.

### L'obligation conjointe de la dette
L'obligation conjointe se divise entre plusieurs cocréanciers ou plusieurs codébiteurs. Chaque cocréancier peut réclamer une part de l'obligation et non la totalité. Chaque codébiteur doit également une part seulement de la dette totale. Ainsi, si un codébiteur ne peut rembourser sa part, le cocréancier ne peut demander à un autre débiteur de compenser l'insolvabilité du premier.
Si la prescription est interrompue entre l'un des cocréanciers et l'un des codébiteurs, elle continue à courir entre ce créancier et les autres codébiteurs ou entre ce débiteur et les autres cocréanciers. Les obligations qui concernent plusieurs sujets de droit sont conjointes en l'absence de stipulation ou de norme inverse.
La division de la dette entre les codébiteurs est dangereuse pour le créancier, car elle multiplie d'autant les risques d'insolvabilité. La loi et la jurisprudence ont apporté plusieurs solutions juridiques à cette insécurité, qui procèdent toutes de la solidarité.

### L'obligation solidaire
Une obligation est solidaire :
- en cas de pluralité des créanciers, si chacun des créanciers peut réclamer le versement de la totalité de la dette au débiteur (solidarité active) ;
- en cas de pluralité des débiteurs, si chacun d'entre eux est tenu de la totalité de la dette tant qu'elle n'a pas été réglée (solidarité passive).

La solidarité, selon la formule de l'article 1310 du Code civil français, « ne se présume point ». Elle n'existe donc entre les parties que si elle a été expressément stipulée lors de la conclusion du contrat ou si une loi l'impose. Par exception à ce principe, la coutume veut qu'en matière commerciale les codébiteurs soient tenus de la totalité de la dette.
La solidarité a pour effets principaux :
- l'unicité de la dette : le paiement de la dette par un débiteur libère les autres.
- la pluralité des d'obligations : le créancier peut poursuivre simultanément plusieurs débiteurs, qui peuvent toutefois être soumis à des modalités de paiement différentes.

La doctrine juridique se divise sur l'assimilation de l'obligation solidaire passive à une « représentation mutuelle » tacite : les codébiteurs se donneraient mutuellement mandat. Ainsi, l'interruption de la prescription à l'égard d'un débiteur vaut aussi pour les autres débiteurs, ce qui n'est pas le cas pour une obligation conjointe. De même, la mise en demeure à l'égard d'un débiteur vaut aussi pour ses coobligés.
Enfin, le remboursement de la dette par l'un des débiteurs ne l'empêche pas de se retourner en « recours en contribution » contre les autres débiteurs afin d'obtenir d'eux le versement de leur « part et portion » (article 1214 du code civil).

### L'obligation indivisible
L'obligation indivisible est régie par les articles 1217 et suivants du Code civil. Cette obligation, ne peut être exécutée qu'intégralement, quel que soit le nombre de débiteurs ou de créanciers. Elle empêche le fractionnement de la créance et permet à chaque créancier d'exiger de chaque débiteur le paiement intégral de la dette.

#### La source de l'indivisibilité
L'indivisibilité de l'obligation peut être naturelle ou conventionnelle.
L'indivisibilité est dite naturelle (ou objective) lorsque l'exécution partielle de l'obligation est rendue impossible par la nature de son objet. Le débiteur est ainsi obligé d'accomplir intégralement sa prestation.
L'indivisibilité de l'obligation est conventionnelle (ou subjective) lorsque l'objet de l'obligation est parfaitement divisible, mais que les parties s'accordent sur une indivisibilité de la prestation. L'indivisibilité peut être stipulée dans un contrat ou un ensemble contractuel, et peut être tacite ou expresse.

#### Les effets de l'indivisibilité
L'indivisibilité de l'obligation empêche le paiement partiel de l'obligation. Par conséquent, chaque codébiteur devra payer la dette dans son intégralité, de sorte que l'indivisibilité emporte les mêmes effets que la solidarité. Chaque créancier peut également réclamer le paiement intégral de la dette.